# دیوید دل پوزو
دیوید دل پوزو (انگلیسی: David del Pozo؛ زادهٔ ۵ ژوئن ۱۹۹۷) بازیکن فوتبال است.